# Estádio Proletário Sabino Ribeiro
Estádio Deputado Galdino Leite – stadion piłkarski, w Aracaju, Sergipe, Brazylia, na którym swoje mecze rozgrywa klub Associação Desportiva Confiança.